# كايل أودونيل
كايل أودونيل (بالإنجليزية: Kyle O'Donnell)‏ هو لاعب دوري الرغبي أسترالي، ولد في 9 أكتوبر 1990 في بلدة ناورا في أستراليا.